# UFC Fight Night: Bigfoot vs. Arlovski
UFC Fight Night: Bigfoot vs. Arlovski（ユーエフシー・ファイトナイト：ビッグフット・バーサス・アルロフスキー、別名UFC Fight Night 51）は、アメリカ合衆国の総合格闘技団体「UFC」の大会の一つ。2014年9月13日、ブラジル・ブラジリアのニルソン・ネルソン体育館で開催された。

## 大会概要
本大会ではアントニオ・シウバとアンドレイ・アルロフスキーによるヘビー級ワンマッチが組まれた。
キャリア10戦全勝のJungle Fight女子バンタム級王者ラリッサ・パチェコがUFCデビュー。

### カード変更
負傷などによるカードの変更は以下の通り。
- ジョー・リッグス → ショーン・スペンサー（第2試合）

- エフレイン・エスクデロ → レアンドロ・シルバ（第3試合）

- ヴァレリー・ルトーノー → ラリッサ・パチェコ（第6試合）

- セルジオ・モラエス → ヴェンデル・オリヴェイラ（第8試合）

- ルーカス・サジェウスキー → エフレイン・エスクデロ（第9試合）

- パウロ・チアゴ vs. マイク・ローデス → ローデスの負傷により中止

## 試合結果

### プレリミナリーカード
第1試合 バンタム級ワンマッチ 5分3R
○  ハニ・ヤヒーラ vs.  ジョニー・ベッドフォード ×
2R 2:04 キムラロック
第2試合 ウェルター級ワンマッチ 5分3R
○  ショーン・スペンサー vs.  パウロ・チアゴ ×
3R終了 判定3-0（30-27、30-27、30-27）
第3試合 ライト級ワンマッチ 5分3R
○  フランシスコ・ドライナルド vs.  レアンドロ・シウバ ×
3R終了 判定3-0（29-28、29-28、29-28）
第4試合 ウェルター級ワンマッチ 5分3R
○  ジョージ・サリヴァン vs.  イゴール・アラウージョ ×
2R 2:31 KO（パウンド）
第5試合 フェザー級ワンマッチ 5分3R
○  ゴドフレド・ペペイ vs.  デション・ジョンソン ×
1R 4:29 腕ひしぎ三角固め

### メインカード
第6試合 女子バンタム級ワンマッチ 5分3R
○  ジェシカ・アンドラージ vs.  ラリッサ・パチェコ ×
1R 4:33 ギロチンチョーク
第7試合 バンタム級ワンマッチ 5分3R
○  ユーリ・アルカンタラ vs.  ラッセル・ドーン ×
3R終了 判定3-0（29-28、29-28、29-28）
第8試合 ウェルター級ワンマッチ 5分3R
○  サンチアゴ・ポンジニッビオ vs.  ヴェンデル・オリヴェイラ ×
1R 1:20 KO（スタンドパンチ連打）
第9試合 ライト級ワンマッチ 5分3R
○  レオナルド・サントス vs.  エフレイン・エスクデロ ×
3R終了 判定3-0（29-28、29-28、29-28）
第10試合 ライト級ワンマッチ 5分3R
○  グレイゾン・チバウ vs.  ピオトル・ホールマン ×
3R終了 判定2-1（29-28、28-29、29-28）
第11試合 ヘビー級ワンマッチ 5分5R
○  アンドレイ・アルロフスキー vs.  アントニオ・シウバ ×
1R 2:59 KO（右ストレート→パウンド）

### 各賞
ファイト・オブ・ザ・ナイト： グレイゾン・チバウ vs. ピオトル・ホールマン
パフォーマンス・オブ・ザ・ナイト： アンドレイ・アルロフスキー、ゴドフレド・ペペイ
各選手にはボーナスとして5万ドルが支給された。